# Chtchastia
Chtchastia (en ukrainien : Щастя, en russe : Счастье, Stchastié), ce qui signifie « Bonheur » en français, est une ville de l'oblast de Louhansk, en Ukraine, faisant partie de la république populaire de Lougansk. Sa population s'élevait à 11 552 habitants en 2021.

## Géographie
Chtchastia est située à 20 km — 24 km par la route — au nord de Lougansk, en Ukraine. La ville se trouve au bord de la rivière Donets, à 4 km de la gare de chemin de fer Ogorodny.

## Administration
Chtchastia fait partie de la municipalité de Louhansk (en ukrainien : Луганська міськрада, Louhans'ka mis'krada) qui comprend également les villes de Louhansk et d'Oleksandrivsk, la commune urbaine de Iouvileïne et plusieurs communes rurales et hameaux.

## Histoire
Chtchastia a été fondée au XVIIIe siècle par des paysans libres de la région de Severo-Donetsk. Le village dépendait de la paroisse de Stary Aïdar. En 1914, le village de Stchastié dépendait de la volost de Stary Aïdar et du gouvernement de Kharkov et comptait 1 230 habitants. Les maisons étaient toutes en bois, les seules en briques étant - outre l'église - celle du propriétaire terrien (future maison des Pionniers après la révolution d'Octobre) et celle du prêtre.

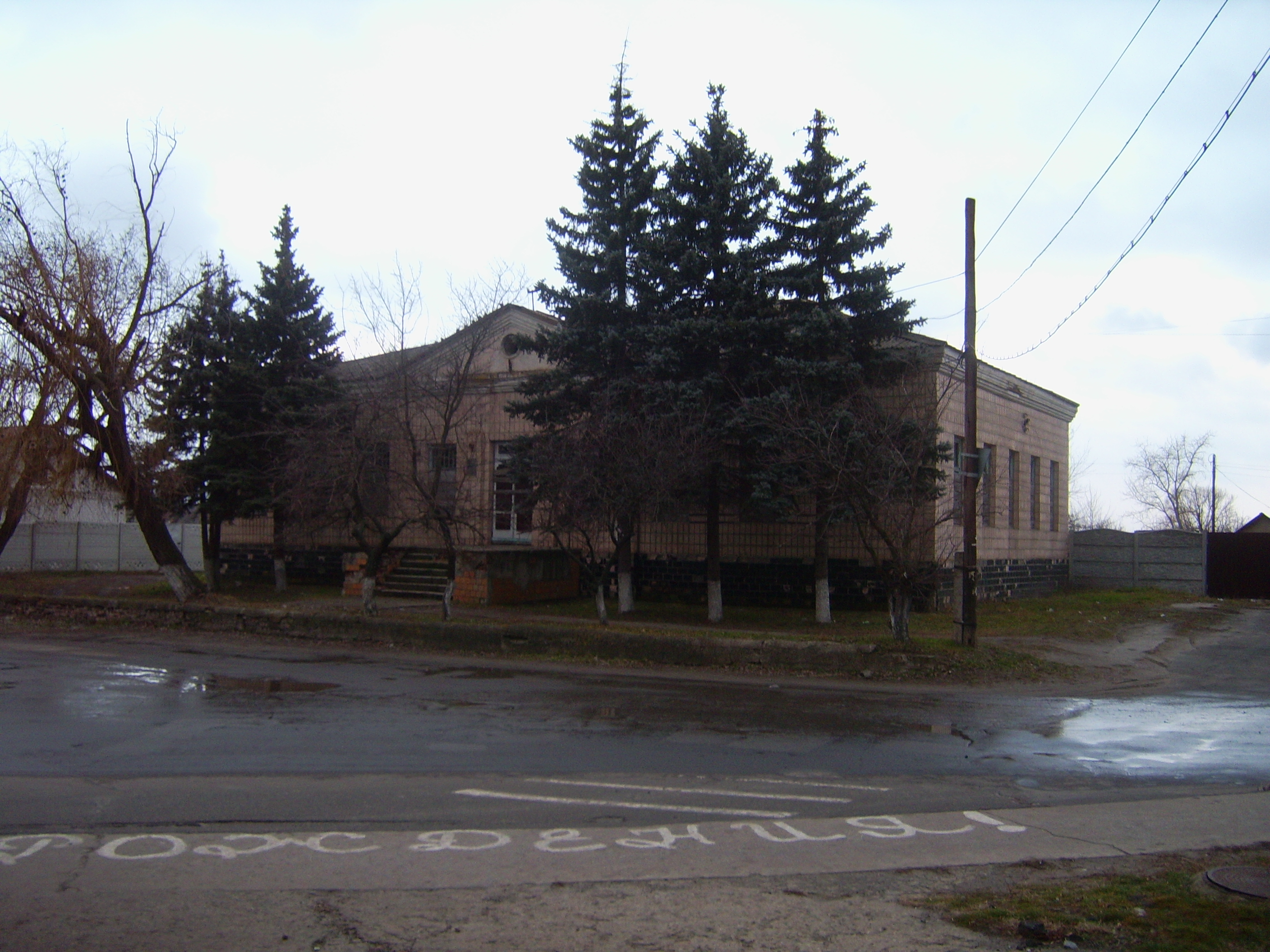
Ancienne maison du propriétaire terrien Kovalenski, devenue la maison des Pionniers après la Révolution.

Au début des années 1920, le village est intégré au kolkhoze « Nouvelle Vie » (Novaïa jizn) et l'église sert de hangar et de dépôt de verre. Stchastié est occupé par la Wehrmacht le 14 juillet 1942 et libéré six mois plus tard, le 21 janvier 1943, par l'Armée rouge. Vingt-six personnes sont enlevées par les Allemands à cette époque. La construction de la centrale électrique commence en 1952 et de nombreux ouvriers viennent de toute l'URSS dans les décennies qui suivent. Déjà en 1957, Stchastié comprend 5 000 habitants. On construit cette même année la grande place de la Paix à l'angle des rues Lénine et Soviétique avec de nouveaux immeubles. En 1963, il y a près de 13 000 habitants.
Le village obtient le statut de ville en 1963. Elle s'étend de manière rapide avec la construction d'immeubles d'habitation dans les années 1960 fin des années 1980. La ville est l'objet de confrontations entre l'armée ukrainienne et les forces séparatistes de la République populaire de Lougansk au début de l'année 2014. Ces dernières s'en emparent, puis sont repoussées par l'armée ukrainienne, le 14 juin 2014. Plusieurs rues sont débaptisées en 2015: la rue du Komsomolsk devient la rue du Sport; la rue Lénine devient la rue Kachtanovaïa (des Marronniers); la rue Soviétique devient la rue Centrale; la rue Tchapaïev devient la rue Fleurie et la rue Vorochilov devient la rue de l'Arc-en-ciel. La ville est placée sous administration militaro-civile dès le 18 janvier 2019. En 2020, des points de passage sont construits avec règlementation militaire des entrées et sorties.  
Le 24 février 2022, lors du premier jour de l’invasion russe de l’Ukraine en 2022, Chtchastia est attaquée par les forces russes et est rapidement occupée par les forces de la République populaire de Lougansk qui la place sous son administration le 26 février suivant,. 80% de la ville a été détruite lors de l’invasion. Selon des habitants, 90% de toutes les maisons ont été détruites par les bombardements.

## Population
Recensements ou estimations de la population,,
| 1959   | 1970    | 1979    | 1989    | 2001    | 2011   |
| ------ | ------- | ------- | ------- | ------- | ------ |
| 8 591* | 12 971* | 12 735* | 13 338* | 13 770* | 13 105 |

| 2012   | 2013   | 2014   | 2015   | 2016   | 2017   |
| ------ | ------ | ------ | ------ | ------ | ------ |
| 12 937 | 12 773 | 12 629 | 12 506 | 12 305 | 12 158 |

| 2018   | 2019   | 2020   | 2021   | - | - |
| ------ | ------ | ------ | ------ | - | - |
| 12 006 | 11 887 | 11 743 | 11 552 | - | - |

## Économie

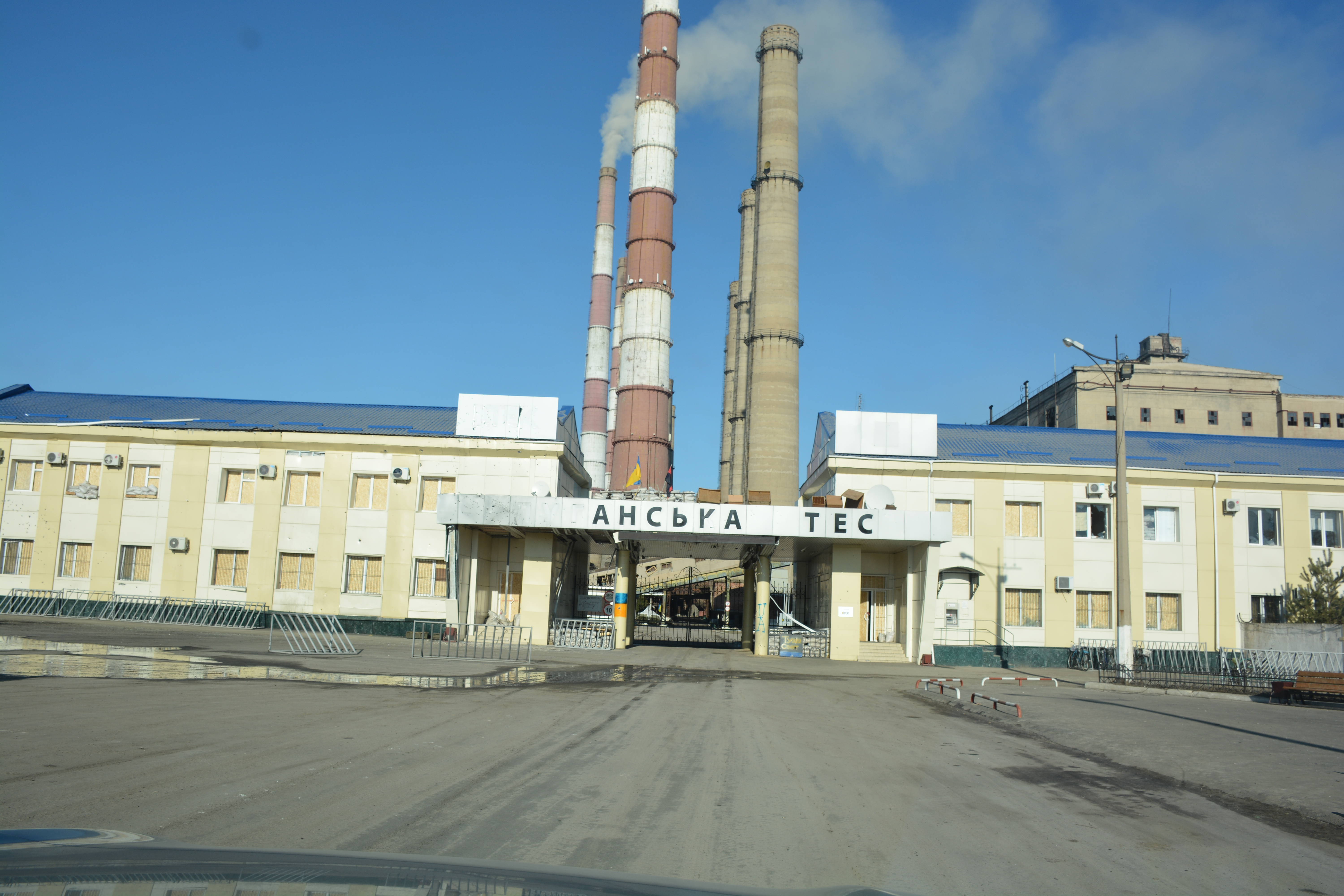
Vue de la centrale thermique de Lougansk.

La principale entreprise de la ville est la centrale thermique de Lougansk (Луганская ТЭС) dont la construction remonte à 1952 sous le nom de centrale thermoélectrique de Vorochilovgrad (nom de Lougansk à l'époque). Le premier générateur est mis en service en 1956. En 1958, la première étape est terminée et la puissance de la centrale électrique est de 700 Mwt, la plus importante de l'URSS à cette époque. La centrale est terminée en 1969. Sa puissance est de 2300 Mwt vingt ans plus tard. Elle est privatisée en 2001.

## Religion

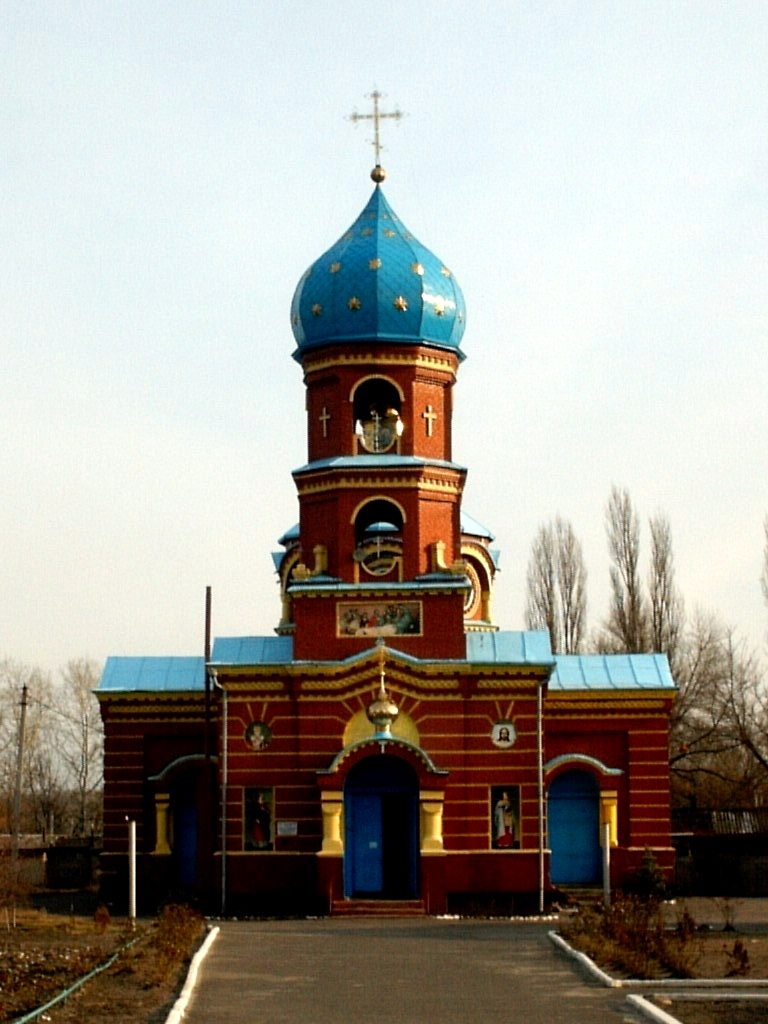
Vue de l'église Sainte-Catherine.

La ville possède une chapelle orthodoxe, ainsi qu'une église orthodoxe dédiée à sainte Catherine. Elle a été construite en briques en 1901 principalement sur les fonds de Piotr Petrovitch Kovalenski, propriétaire terrien de l'endroit, et selon les plans de l'architecte Vladimir Nemkine. Elle est consacrée le 13 octobre 1914. L'église est fermée dans les années 1920 par les autorités soviétiques lors d'une campagne d'athéisme et sert de hangar et de point de collecte de verre. Elle est rendue au culte en 1992 puis restaurée.